# Rue Léchevin
Pour les articles homonymes, voir Léchevin.
La rue Léchevin est une voie du 11e arrondissement de Paris, en France.

## Situation et accès
La rue Léchevin est une voie publique située dans le 11e arrondissement de Paris. Elle débute au 64, avenue Parmentier et se termine au 9 bis, passage Saint-Ambroise.

## Origine du nom
La rue tire son nom de celui d'un ancien propriétaire.

## Historique
Cette rue est créée comme voie privée par le propriétaire sous le nom de « passage Léchevin ». 
La partie de ce passage qui débouchait rue Saint-Ambroise a été supprimée en 1876 pour le percement de l'avenue Parmentier.
Elle prend le nom de « rue Léchevin » en 1942 puis est classée dans la voirie de Paris par un arrêté du 25 janvier 1972.